# Květa Pacovská
Květa Pacovská (Praga, República Txeca, 28 de juliol de 1928 - Praga, República Txeca — 6 de febrer de 2023) fou una pintora, escultora i il·lustradora txeca.
L'obra de Pacovská es caracteritza per la presència formes geomètriques i de colors vius, en especial del roig, i inclou l'exploració de materials diversos. Des de la dècada de 1950 se centrà en la il·lustració de llibres, que convertí en un objecte artístic. Les seves pintures i escultures recorren museus i galeries de tot el món. Els seus llibres han estat publicats en 20 països diferents, entre els quals els EUA, Japó, Corea i Xina.
L'any 2017 va pronunciar una conferència a València, en les jornades d'animació a la lectura, escriptura i observació JALEO.

## Obres
- 1993, El pequeño rey de las flores, Kókinos, ISBN 84-88342-02-0
- 1993, Teatre de mitjanit, Grijalbo Mondadori, S.A, ISBN 8439718888 i ISBN 9788439718888
- 1993, Teatro de Medianoche, Grijalbo Mondadori, S.A, ISBN 9788439718994
- 2008, Caperucita Roja, Kókinos, ISBN 8496629864 i ISBN 9788496629868
- 2008, Hasta el infinito, Faktoria K de libros (k-2), ISBN 9788496957350
- 2010, Uno, cinco, muchos, Kókinos, ISBN 978-84-92750-34-4

## Reconeixements
Al llarg de la seva vida, Květa Pacovská ha rebut nombrosos premis internacionals:
- The Golden Apple de la Biennal d'Il·lustradors a Bratislava el 1983.
- Gran Premi de Catalunya el 1988.
- Premi Especial de l'Exposició de Bologna, el 1988.
- Premi Alemany de Literatura infantil el 1991.
- El 1992, va obtenir el premi al millor llibre del món, Goldene Letter, pel títol Papier Paradise. Posteriorment, fou guardonada amb el Premi Hans Christian Andersen, que s'atorga als millors autors de la literatura infantil, per la IBBY, Organització Internacional pel Llibre Infantil. És la més alta distinció internacional donada a un il·lustrador de contes infantils.[4][5]
- L'any 1999 va ser nomenada Doctora Honoris Causa en Disseny per la Kingston University a Gran Bretanya.
- A Catalunya, l'any 2006 rep el Premi Il·lustrad'Or per part de l'APIC (Associació Professional d'Il·lustradors de Catalunya).